# تشارلز فاندويغ
تشارلز فاندويغ هو لاعب هوكي الحقل بلجيكي، ولد في 14 أكتوبر 1982 في غنت في بلجيكا.

## وصلات خارجية
- تشارلز فاندويغ على موقع اللجنة الأولمبية الدولية (الإنجليزية)
- تشارلز فاندويغ على موقع أوليمبيديا (الإنجليزية)